# CHELPG
CHELPG (CHarges from Electrostatic Potentials using a Grid-based method) とは、ブレネマンとワイバーグにより開発された原子電荷計算法である。分子の周りの複数の点における分子静電ポテンシャル (MESP) を再現するように原子電荷を決定する。
分子静電ポテンシャル (MESP) のフィッティングに基く電荷計算法（CHELPGを含む）は、大きな系の取り扱いにはあまり向かない。なぜなら、大きな分子の最も内側の原子はMESPが計算される領域から遠く離れてしまうからである。このような場合、最も内側の原子の電荷は分子の外側のMESPにはほとんど影響せず、したがって最も内側の原子の電荷を分子の外側のMESPから精度良く計算することは出来なくなる。原子電荷は分子の立体配座に依存することに注意すると、柔軟な分子の代表的原子電荷はいくつかの立体配座において計算した値の平均値とするべきことがわかる。MESPによる原子電荷計算法は、コノリー表面を用いる方法やgeodesic point selectionを用いる方法など様々なアルゴリズムが、MESP面上の基準点密度を向上させたり、基準点の選び方の異方性を下げたりして回転不変性を向上させるために開発されている。
CHELPG電荷はGAUSSIANやGAMESS-US、ORCAなどの有名な第一原理量子化学計算パッケージにより計算することができる。